# Liste der Biografien/Bonf
Liste der Biografien |
Portal Biografien |
Personensuche
# |
A |
B |
C |
D |
E |
F |
G |
H |
I |
J |
K |
L |
M |
N |
O |
P |
Q |
R |
S |
T |
U |
V |
W |
X |
Y |
Z |
?
 
Ba |
Be |
Bd |
Bg |
Bh |
Bi |
Bj |
Bl |
Bm |
Bn |
Bo |
Br |
Bs |
Bu |
Bw |
By |
Bz
 
Boa–Boc |
Bod |
Boe |
Bof |
Bog |
Boh |
Boi–Bok |
Bol |
Bom |
Bon |
Boo |
Bop |
Boq |
Bor |
Bos |
Bot |
Bou |
Bov–Boz
 
Bona |
Bonc |
Bond |
Bone |
Bonf |
Bong |
Bonh |
Boni |
Bonj |
Bonk |
Bonl |
Bonm |
Bonn |
Bono |
Bonp |
Bonq |
Bonr |
Bons |
Bont |
Bonu |
Bonv |
Bonw |
Bonx |
Bony |
Bonz
Die Liste der Biografien führt alle Personen auf, die in der deutschsprachigen Wikipedia einen Artikel haben. Dieses ist eine Teilliste mit 42 Einträgen von Personen, deren Namen mit den Buchstaben „Bonf“ beginnt.

## Bonf

### Bonfa
- Bonfá, Diego (* 1977), argentinischer Fußballschiedsrichterassistent
- Bonfá, Luiz (1922–2001), brasilianischer Komponist und GitarristLuiz Bonfá (1922–2001)

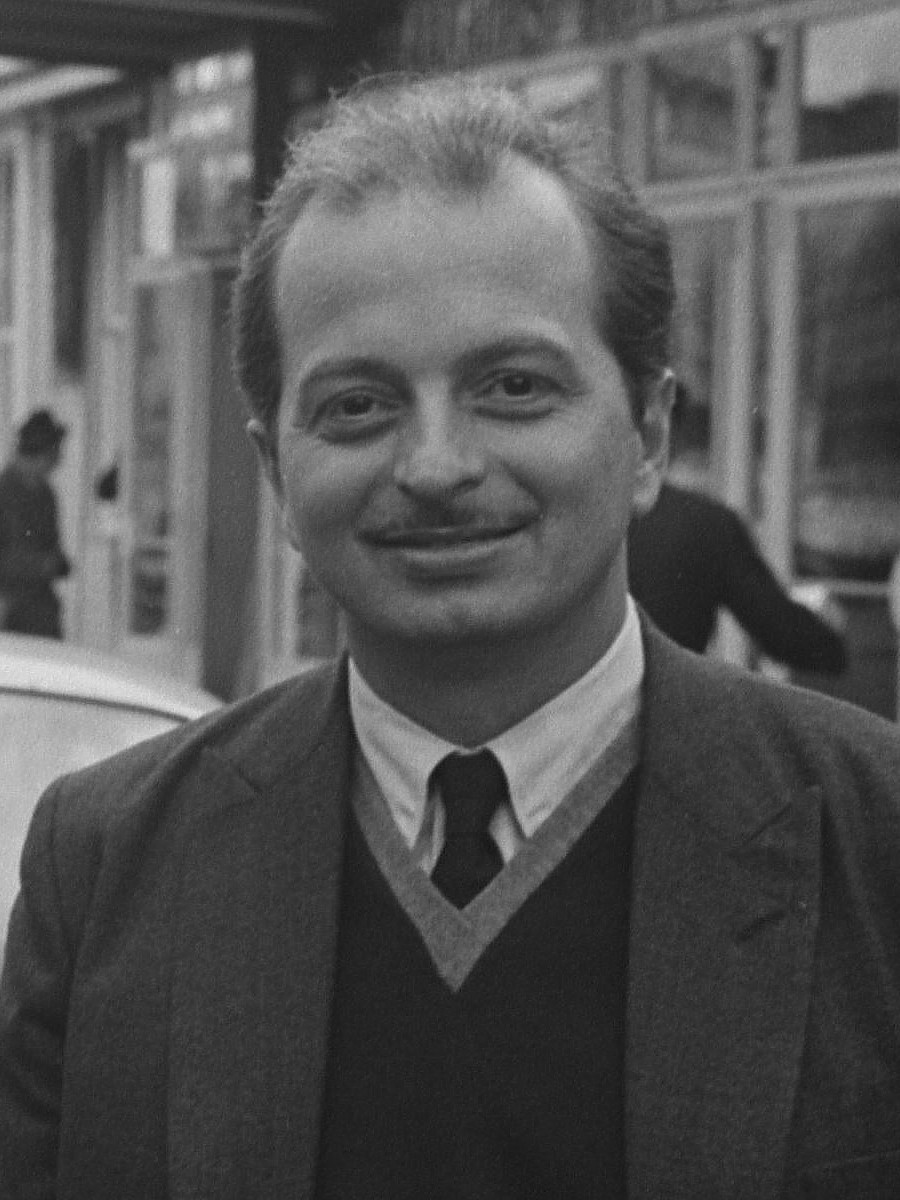
Luiz Bonfá (1922–2001)

- Bonfadelli, Heinz (* 1949), Schweizer Medienwissenschaftler
- Bonfadini, Romualdo (1831–1899), italienischer Politiker und Journalist
- Bonfante, Giuliano (1904–2005), italienischer Sprachwissenschaftler und Etruskologe
- Bonfante, Larissa (1931–2019), italienisch-amerikanische Klassische Archäologin und Etruskologin
- Bonfanti, Elena Maria (* 1988), italienische Sprinterin
- Bonfanti, Luigia (1907–1973), italienische Sprinterin und Weitspringerin
- Bonfanti, Marcus, britischer Bluesrock-Gitarrist, Sänger und Songwriter
- Bonfanti, Monica (* 1970), Schweizer Polizistin
- Bonfantini, Agnese (* 1999), italienische Fußballspielerin
- Bonfantini, Mario (1904–1978), italienischer Antifaschist, Autor, Romanist, Französist, Italianist und Übersetzer
- Bonfatti, Liliana (* 1930), italienische Schauspielerin

### Bonfe
- Bonferroni, Carlo Emilio (1892–1960), italienischer Mathematiker
- Bonfert, Alfred (1904–1993), rumäniendeutscher Präsident der Deutschen Volkspartei Rumäniens (DVR) und Tierarzt

### Bonfi
- Bonfig, Johannes Petrus (1730–1797), deutscher Ordensgeistlicher, Musiker und Komponist
- Bonfig, Peter, deutscher Architekt, Architekturfotograf, Industriedesigner und Gastprofessor
- Bonfigioli, Giuseppe (1910–1992), italienischer Geistlicher, römisch-katholischer Erzbischof
- Bonfigli, Benedetto († 1496), umbrischer Maler
- Bonfigli, Gaudenzio (1831–1904), italienischer Ordensgeistlicher, römisch-katholischer Erzbischof und Diplomat des Heiligen Stuhls
- Bonfigli, Onuphrius, italienischer Mediziner, Stadtarzt in Krakau, Mitglied der Leopoldina
- Bonfiglio, Óscar (1905–1987), mexikanischer Fußballspieler
- Bonfiglioli, Clementino (1928–2010), italienischer Unternehmer
- Bonfiglioli, Kyril (1928–1985), englischer Kunsthändler und Schriftsteller
- Bonfils, Daniel (* 1985), spanischer Politiker (Partido Pirata)
- Bonfils, Félix (1831–1885), französischer Buchbinder und Fotograf
- Bonfils, Immanuel ben Jacob, Physikus, Mathematiker und Astronom
- Bonfils, Jean (* 1930), französischer Geistlicher, Altbischof von Nizza
- Bonfils, Kjeld (1918–1984), dänischer Jazzmusiker (Piano, auch Vibraphon, Gesang)
- Bonfils, Lydie (1837–1918), französische Fotografin und Malerin
- Bonfim Sobrinho, Geovânio (* 1963), brasilianischer Fußballspieler
- Bonfim, Caio (* 1991), brasilianischer Leichtathlet
- Bonfim, Celma (* 1977), Leichtathletin aus São Tomé und Príncipe
- Bonfim, Éder (* 1981), brasilianischer Fußballspieler
- Bonfim, Paulo Cesar (* 1971), brasilianischer Fußballspieler
- Bonfini, Antonio (1427–1502), italienischer Historiker und Humanist
- Bonfini, Nadia (* 1965), italienische Skirennläuferin
- Bonfire, Mars (* 1943), kanadischer Rockmusiker und Songwriter

### Bonfo
- Bonfoh, Abass (1948–2021), togoischer Politiker
- Bonfort, Helene (1854–1940), deutsche Lehrerin und Mitgründerin der Hamburger Ortsgruppe des Allgemeinen Deutschen Frauenvereins

### Bonfr
- Bonfrere, Jo (* 1946), niederländischer Fußballspieler und -trainer
- Bonfrisco, Anna (* 1962), italienische Unternehmerin und Politikerin (Lega), MdEP